# ماكسيم ريبالكو
ماكسيم ريبالكو هو لاعب كرة قدم روسي في مركز الدفاع، ولد في 1 سبتمبر 1981. لعب مع FC Irtysh Omsk ‏.

## وصلات خارجية
- ماكسيم ريبالكو على موقع قاعدة بيانات كرة القدم.إي يو (الإنجليزية)
- ماكسيم ريبالكو على موقع Soccerway.com (الإنجليزية)